# Ai-Ren
Ai-Ren (愛人) este o serie manga seinen, SF și romantică scrisa de Yutaka Tanaka.